# 真鶴 (志賀直哉の小説)
『真鶴』（まなづる）は、1920年（大正9年）、志賀直哉によって書かれた短編小説。タイトルとなった神奈川県真鶴町を舞台とする。

## あらすじ
伊豆半島の年の暮れ、日が暮れる頃十二、三になる男の児が弟の手を引き海岸の高い道を歩いている。彼は二人の下駄を買うために小田原にいったのだが、憧れの水兵帽を店先で見つけ、二人分の下駄の代金に相当する金額をはらって買ってしまう。「彼」は、弟の疲れにも気づかず恋に悩んでいる。その想いを寄せる相手は法界節の女だった。やがて弟の疲れ切った様子に気づき、弟を背負って歩くうちに「彼」は迎えに来た母親と会う。「彼」の背で寝ていた弟が目を覚まし、母親の存在に気がついて暴れだすと「彼」は自分がかぶっていた水兵帽を弟にかぶせる。

## 登場人物
「彼」
十二、三になる男の児。真鶴の漁師の子、色黒で頭が大きい。
弟
「彼」の弟。
小学校の教員
「彼」が通っている小学校の教員。
女教員
「彼」が通っている小学校に新しく来た若い教員。
叔父
「彼」の叔父。元、根府川の石切り人足、今は海軍の兵曹長。
法界節の男
四十くらいの眼の悪い男。琴をならす。
法界節の女
法界節の男の女房らしい女。顔から手から真っ白に塗り、月琴を弾いている。
法界節の少女
「彼」と同い年くらい。貧相な顔に所斑な厚化粧をしている。小さな拍子木を打ち鳴らし、唄う。
父
「彼」の父親。短気。
母親
「彼」の母親。「彼」を迎えに来る。